# Museet for Samtidskunst – Montsoreau Slot
Museet for Samtidskunst – Montsoreau Slot (fransk: Château de Montsoreau – musée d'Art contemporain) er en selvejende institution for formidling af samtidskunst i Frankrig, der blev grundlagt af Philippe Méaille i 2015. Museet blev indviet i 2016 og holder til i château de Montsoreau på Montsoreau i Maine-et-Loire i Loiredalen. Det har verdens største samling af Art & Language værker.

## Repræsenterede kunstnere
- Art & Language

## Billedgalleri
- Art & Language: Art & Language: Art-Language, Vol.3 Nr.1, 1974.
- Art & Language: Mirror Piece, 1965.
- Art & Language (Michael Baldwin): Air-Conditioning Show, 1966-67.
- Art & Language: Victorine in Art-Language Vol.5 Nr.2 (1984), 1983.
- Art & Language (Mel Ramsden), Secret Painting, 1967.
- Art & Language: Art-Language Vol.5 Nr.1, 1982.
- Art & Language: Art-Language The Journal of Conceptual Art, Vol.1 Nr.1, 1969.